# Третьяк, Евгений Викторович
Евгений Викторович Третьяк (род. 18 июля 1971, Рисоопытный, Красноармейский район, Краснодарский край) — российский спортсмен, мастер спорта России международного класса по лёгкой атлетике, прыжки в длину (8 м 29 см). Член общества «Динамо». Участник чемпионат мира 1995 года.
В 1989 году окончил Ейское педагогическое училище, в 1996 году. Кубанская академия физической культуры. Лёгкой атлетикой начал заниматься в 1988 году в Ейске под руководством Евгения Викторовича Антипенко.
После завершения спортивной карьеры в 2006—2007 — заместитель директора по резерву ШВСМ по лёгкой атлетике Краснодарского края, 2007—2009 — заместитель директора ГОУДОД СДЮШОР по лёгкой атлетике Краснодарского края, 2009—2012 — специалист первой категории ЦСП по лёгкой атлетике Краснодарского края, тренер по лёгкой атлетике. 2012—2017 — тренер по ОФП в АНО волейбольный клуб «Динамо» г. Краснодар. В этот период команда стала двукратным обладателем Кубка России по волейболу среди женщин 2014, 2015, бронзовым призёр Кубок России 2013, бронзовым призёром Чемпионат России по волейболу среди женщин 2015/2016, двукратным победителем Кубка Европейской конфедерации волейбола (ЕКВ) 2015, 2016.

## Достижения
- Трёхкратный Чемпионат России по лёгкой атлетике в помещении 1995, Чемпионат России по лёгкой атлетике в помещении 1997, Чемпионат России по лёгкой атлетике в помещении 2001
- Серебряный призёр Чемпионат России по лёгкой атлетике 2004
- финалист Чемпионат мира в помещении 1997